# Hadley (New York)
Hadley est une ville de l'État américain de New York, située dans le comté de Saratoga. Selon le recensement de 2021, sa population est de 1 171 habitants.